# Modelització a nivell de transacció
El modelatge a nivell de transacció (TLM) és un enfocament per modelar sistemes digitals complexos mitjançant l'ús de programari d'automatització de disseny electrònic.: 1955  El llenguatge TLM (TLML) és un llenguatge de descripció de maquinari, generalment escrit en C++ i basat en la biblioteca SystemC. Els TLML s'utilitzen per al modelatge on els detalls de la comunicació entre mòduls estan separats dels detalls de la implementació d'unitats funcionals o de l'arquitectura de comunicació. S'utilitza per modelar sistemes que impliquen mecanismes complexos de comunicació de dades. 
Components com ara busos o FIFO es modelen com a canals i es presenten als mòduls mitjançant classes d'interfície SystemC. Les sol·licituds de transaccions es fan trucant a les funcions d'interfície d'aquests models de canal, que encapsulen detalls de baix nivell de l'intercanvi d'informació. A nivell de transacció, l'èmfasi se centra més en la funcionalitat de les transferències de dades (quines dades es transfereixen a i des de quines ubicacions) i menys en la seva implementació real, és a dir, en el protocol real utilitzat per a la transferència de dades. Aquest enfocament facilita que el dissenyador a nivell de sistema experimenti, per exemple, amb diferents arquitectures de bus (totes amb suport d'una interfície abstracta comuna) sense haver de recodificar models que interactuen amb cap dels busos, sempre que aquests models interaccionin amb el bus mitjançant la interfície comuna.
Tanmateix, l'aplicació de modelatge a nivell de transacció no és específica del llenguatge SystemC i es pot utilitzar amb altres llenguatges. El concepte de TLM apareix per primera vegada al domini del llenguatge i del modelatge a nivell de sistema.
Els models de nivell de transacció s'utilitzen per a la síntesi d'alt nivell de models de nivell de transferència de registre (RTL) per a un modelatge i implementació de nivell inferior dels components del sistema. RTL normalment es representa amb un codi font de llenguatge de descripció de maquinari (p.ex. VHDL, SystemC, Verilog). : 1955–1957 

## Història
L'any 2000, Thorsten Grötker, director d'R+D de Synopsys estava preparant una presentació sobre el mecanisme de comunicació en el que s'havia de convertir en l'estàndard SystemC 2.0, i s'hi referia com a "modelat basat en transaccions". Gilles Baillieu, aleshores enginyer d'aplicacions corporatives de Synopsys, va insistir que el nou terme havia de contenir "nivell", com en "nivell de transferència de registre" o "nivell de comportament". El fet que TLM no denoti un sol nivell d'abstracció sinó una tècnica de modelatge no el va fer canviar d'opinió. Havia de ser "nivell" per tal que s'enganxi. Així que es va convertir en "TLM".
L'Open SystemC Initiative es va formar per estandarditzar i proliferar l'ús del llenguatge SystemC. Aquesta organització està patrocinada pels principals venedors i clients d'EDA que comparteixen un interès comú per facilitar el desenvolupament d'eines i la interoperabilitat IP. L'organització va desenvolupar el simulador OSCI per a ús i distribució oberts.
Des d'aquells primers dies, SystemC s'ha adoptat com el llenguatge escollit per a la síntesi d'alt nivell, connectant els dominis de modelatge de disseny i d'aplicacions de prototips virtuals amb la verificació funcional i la implementació automatitzada del nivell de la porta de ruta. Això ofereix als equips de projecte la possibilitat de produir un model per a múltiples finalitats. A l'esdeveniment DVCon de 2010, OSCI va produir una especificació del primer subconjunt sintetitzable de SystemC per a l'estandardització de la indústria.